# Anacroneuria viridis
Anacroneuria viridis är en bäcksländeart som beskrevs av František Klapálek 1921. Anacroneuria viridis ingår i släktet Anacroneuria och familjen jättebäcksländor. Inga underarter finns listade i Catalogue of Life.